# Reed Diamond
Reed Edward Diamond (Brooklyn, Nueva York; 20 de julio de 1967) es un actor estadounidense.

## Biografía
Es hijo de Bob Diamond (director) y Allison (astróloga). Sus padres se divorciaron cuando Reed era pequeño.
Reed asistió por dos años a la Universidad de Carolina del Norte en Chapel Hill, y luego estudió actuación en la prestigiosa Escuela Juilliard, donde fue miembro de la división de drama Group 20, desde 1987 hasta 1991.
El 18 de julio de 1995 se casó con la actriz Fredrika Kesten. La pareja se separó en 1997.
El 8 de octubre de 2004 se casó con la actriz Marnie McPhail. La pareja tiene una hija.

## Carrera
Toca la guitarra en la banda de rock "Chuck Valiant".
Leyó en vivo "The Acolyte", del autor David Compton, y también leyó la historia corta "Mea Culpa", de Jan Burke.
En 1995 se unió al elenco principal de la cuarta temporada de la serie Homicide: Life on the Street, donde interpretó al detective e investigador privado Mike Kellerman hasta la séptima temporada, estrenada en 1998.
En 1999 se unió al elenco recurrente de la serie Judging Amy, donde interpretó a Stuart Collins, un abogado que termina en una relación con Amy Gray (Amy Brenneman).
En 2005 dio vida al señor Klein en un episodio de la popular serie Law & Order. Anteriormente había aparecido por primera vez en la serie en 1991, cuando dio vida a Christopher Baylor en el episodio "Misconception".
En 2007 se unió al elenco principal de la serie Journeyman, donde dio vida al detective de la policía Jack Vasser, hermano de Dan Vasser, hasta el final de la serie ese mismo año, luego de que fuera cancelada al terminar su primera temporada.
En 2009 se unió al elenco de la serie Dollhouse, donde interpretó a Laurence Dominic, el responsable de la seguridad en Dollhouse y la mano derecha de Adelle DeWitt (Olivia Williams). Interpretó el papel hasta el final de la serie en 2010.
Ese mismo año apareció como invitado en un episodio de la serie Monk, donde interpretó al agente especial Stone.
En 2010 apareció en la popular serie estadounidense 24, donde interpretó a Jason Pillar, un exagente del FBI y asistente ejecutivo del presidente Charles Logan (Gregory Itzin).
En 2011 apareció como invitado en la serie The Mentalist, donde dio vida a Ray Haffner, un agente del CBI que trabaja con la detective Teresa Lisbon en la investigación del asesinato de un entrenador personal. Apareció en la serie hasta 2013.
Ese mismo año se unió al elenco principal de la serie Franklin & Bash, donde interpretó al abogado Damien Karp, sobrino de Stanton Infeld (Malcolm McDowell).
En 2012 apareció como invitado en la serie Bones, donde dio vida al agente especial del FBI Hayes Flynn; y en ese mismo año además interpretó al concejal Greg Dousett en un episodio de la serie The Glades y al empresario Greg Limon, jefe de Tom Scavo (Doug Savant), en la serie Desperate Housewives.
También en 2012 apareció en la película Much Ado About Nothing, donde interpretó a Don Pedro, el príncipe de Aragón.
A finales de julio de 2014 se anunció que Reed se había unido al elenco recurrente de la segunda temporada de la serie Agents of S.H.I.E.L.D., donde interpretó al villano Daniel Whitehall, un líder de HYDRA que persigue a sus víctimas sin piedad.
En 2015 se unió al elenco recurrente de la primera temporada de la serie Wayward Pines, donde dio vida a Harold Balinger, un fabricante de juguetes.
Ese mismo año se unió al elenco recurrente del drama Underground, donde interpretó a Tom Macon, hermano de John Hawkes (Marc Blucas) y propietario de la plantación de Macon.

## Filmografía

### Series de televisión
| Año             | Título                         | Personaje          | Notas                                 |
| --------------- | ------------------------------ | ------------------ | ------------------------------------- |
| 2022            | Better Call Saul               | David              | 1 episodio                            |
| 2016 - 2018     | Designated Survivor            | John Forstell      | 20 episodios                          |
| 2015 - presente | Underground                    | Tom Macon          | 10 episodios                          |
| 2014 - 2016     | Agents of S.H.I.E.L.D.         | Daniel Whitehall   | 8 episodios                           |
| 2015            | Wayward Pines                  | Harold Balinger    | 8 episodios                           |
| 2015            | Elementary                     | Joel Fitzgerald    | episodio "The Cost of Doing Business" |
| 2015            | Minority Report                | Henry Blomfeld     | 5 episodios                           |
| 2014 - 2015     | State of Affairs               | Jules              | 3 episodios                           |
| 2011 - 2014     | Franklin & Bash                | Damien Karp        | 40 episodios                          |
| 2011 - 2013     | The Mentalist                  | agente Ray Haffner | 5 episodios                           |
| 2012 - 2013     | Bones                          | agente Hayes Flynn | 4 episodios                           |
| 2013            | White Collar                   | Cole Edwards       | episodio "Brass Tacks"                |
| 2013            | Revolution: Wheatley's Letters | Joseph Wheatley    | -                                     |
| 2012            | Revolution                     | Sargento Wheatley  | episodio "Kashmir"                    |
| 2012            | Common Law                     | Robert Yule        | episodio "Hot for Teacher"            |
| 2012            | The Glades                     | Greg Dousett       | episodio "Food Fight"                 |
| 2012            | Desperate Housewives           | Greg Limon         | 2 episodios                           |
| 2011            | Law & Order: LA                | Franklin Citron    | episodio "Runyon Canyon"              |
| 2010            | 24                             | Jason Pillar       | 8 episodios                           |
| 2009 - 2010     | Dollhouse                      | Laurence Dominic   | 13 episodios                          |
| 2009            | Cold Case                      | Darren Musk        | episodio "Forensics"                  |
| 2009            | Castle                         | Dr. Cameron Talbot | episodio "When the Bough Breaks"      |
| 2009            | Monk                           | Agente Stone       | episodio "Mr. Monk Is Someone Else"   |
| 2009            | Drop Dead Diva                 | Chad Billmeyer     | episodio "The 'F' Word"               |
| 2008            | Criminal Minds                 | Craig Bridges      | episodio "The Instincts"              |
| 2007            | Journeyman                     | Jack Vasser        | 13 episodios                          |
| 2007            | October Road                   | Gavin Goddard      | episodio "Best Friend Windows"        |
| 2006            | Ghost Whisperer                | Dr. Martin Schaer  | episodio "Cat's Claw"                 |
| 2006            | Vanished                       | Terapeuta          | 3 episodios                           |
| 2006            | Without a Trace                | Eric Hayes         | episodio "Watch Over Me"              |
| 2006            | Stargate SG-1                  | Bryce Ferguson     | episodio "Stronghold"                 |
| 2005            | Numb3rs                        | Dr. Kenneth Hill   | episodio "Bones of Contention"        |
| 2005            | Law & Order                    | Mr. Klein          | episodio "Life Line"                  |
| 2005            | CSI: Crime Scene Investigation | Ray Lester         | episodio "Bite Me"                    |
| 2005            | Medium                         | Jared Swanstrom    | episodio "Coming Soon"                |
| 2004 - 2005     | The West Wing                  | Dr. Mike Gordon    | 3 episodios                           |
| 2004            | Crossing Jordan                | Gordon Kimball     | episodio "Blue Moon"                  |
| 1999 - 2003     | Judging Amy                    | Stuart Collins     | 19 episodios                          |
| 2002 - 2003     | The Shield                     | Det. Terry Crowley | 3 episodios                           |
| 2003            | The Twilight Zone              | Novio              | episodio "Into the Light"             |
| 2002            | Presidio Med                   | Will Raymond       | 2 episodios                           |
| 2001            | Family Law                     | Alan Caldwell      | episodio "No Options"                 |
| 2001            | The Huntress                   | Mike Kaputo        | 3 episodios                           |
| 1995 - 1998     | Homicide: Life on the Street   | Mike Kellerman     | 69 episodios                          |
| 1997            | Mighty Ducks                   | Falcone            | episodio "To Catch a Duck"            |
| 1994            | Under Suspicion                | Bill Palmer        | episodio "Father/Daughter Murder"     |
| 1993            | Class of '96                   | Stephen Sinclair   | 3 episodios                           |
| 1988            | ABC Afterschool Specials       | Gary Farrell       | episodio "Date Rape"                  |
| 1983            | Loving                         | George Connor Jr.  | -                                     |

### Cine
| Año  | Título                     | Personaje               | Notas |
| ---- | -------------------------- | ----------------------- | --- |
| 2012 | Much Ado About Nothing     | Don Pedro               | junto a Amy Acker, Alexis Denisof, Nathan Fillion, Clark Gregg, Fran Kranz y Jillian Morgese                       |
| 2011 | Moneyball                  | Mark Shapiro            | junto a Brad Pitt, Jonah Hill, Philip Seymour Hoffman, Robin Wright, Chris Pratt y Stephen Bishop                  |
| 2007 | Meet Bill                  | Paul                    | junto a Aaron Eckhart, Jessica Alba, Elizabeth Banks, Logan Lerman, Holmes Osborne y Timothy Olyphant              |
| 2005 | Good Night, and Good Luck. | John Aaron              | junto a Robert Downey Jr., George Clooney, Tate Donovan, Patricia Clarkson, Jeff Daniels y David Strathairn        |
| 2004 | Spider-Man 2               | Algernon                | junto a Tobey Maguire, Kirsten Dunst, James Franco, Alfred Molina y Rosemary Harris                                |
| 2000 | High Noon                  | Harvey Pell             | junto a Tom Skerritt, Susanna Thompson, Maria Conchita Alonso, Dennis Weaver, August Schellenberg y Michael Madsen |
| 1990 | Memphis Belle              | Sgt. Virgil Hoogesteger | junto a Matthew Modine, Eric Stoltz, Tate Donovan, D.B. Sweeney, Billy Zane y Sean Astin                           |

### Teatro
| Año  | Título             | Personaje  | Director | Teatro             | Notas |
| ---- | ------------------ | ---------- | -------- | ------------------ | ----- |
| 1999 | Three Days of Rain | Walker/Ned | -        | Old Globe Theater  | -     |
| 1991 | Homecoming         | -          | -        | Roundabout Theater | -     |

## Premios y nominaciones
| Año  | Categoría                                                                                            | Premio                    | Trabajo nominado          | Resultado |
| ---- | --- | ------------------------- | ------------------------- | --------- |
| 2012 | Outstanding Performance by a Cast in a Motion Picture (junto a George Clooney, Robert Downey Jr....) | Screen Actors Guild Award | Good Night, and Good Luck | Nominados |